# Віто Николич
Вітомир "Віто" Николич (чорн. Витомир "Вито" Николић; 27 січня 1934, Мостар, Королівство Югославія — 10 вересня 1994, Подгориця) — чорногорський поет та журналіст.
Родом з Нікшича, проте народився в Мостарі (тепер Боснія і Герцеговина), де його батько служив в армії. У 1941 році вся сім'я повернулась до Нікшича. Після того як батько та брат загинули в Другій світовій війні, він жив у дитячому будинку, поки йому не виповнилось 18 років. Більшість свого життя прожив у Нікшичі, живучи в бідності.

## Праці
Віто опублікував перші дві книжки поезії «Drumovanja» («Подорожі») та «Sunce, hladno mi je» («Сонце, мені холодно») без видавця, щоб не оплачувати витрати на їх виробництво. Хоча він і мав деякі конфлікти із соціалістичним урядом Югославії, проте уряд надав йому квартиру в Нікшичі. Після цього він переїхав з Нікшича до Титограду, де працював журналістом у газеті «Pobjeda», пишучи розповіді під назвою «Crnom Gorom, putem i bespućem».
У 2002 році дещо з прози Николича було зібрано та опубліковано в збірці «Dobri duh Nikšića» («Добрий дух Нікшича»).

## Спадщина
Після смерті поета в Чорногорії засновано літературну премію імені Віто Николича. Церемонія нагородження відбувається щорічно протягом «вересневих днів», коли проходить культурний захід у Нікшичі. 
У 2002 році чорногорський письменник та журналіст Джордже Пусо Матович, з яким Віто Ніколіч разом працював у газеті «Pobjeda», опублікував збірку з анекдотичними історіями про життя поетів під назвою «S Vitom na još po jednu» («Ще по одній (чарці) з Вітом»).

## Опубліковані праці
- «Drumovanja» («Подорожі», 1962)
- «Sunce, hladno mi je» («Сонце, мені холодно», 1968)
- «Stihovi» («Вірші», 1981)
- «Stare i nove pjesme» («Старі та нові пісні», 1991)
- «Posljednja pjesma» («Остання пісня», 1994)
- «Nedjelja u gradu N» («Тиждень у місті N», 1997, опубліковано після смерті)
- «Dobri duh Nikšića» («Добрий дух Нікшича», 2002, опубліковано після смерті)
- «Rekvijum za skitača» («Реквієм за перехожим», 2009, опубліковано після смерті)